# Реусень (Сучава)
Реусень, Реусені (рум. Reuseni) — село у повіті Сучава в Румунії. Входить до складу комуни Удешть.
Село розташоване на відстані 350 км на північ від Бухареста, 11 км на південний схід від Сучави, 103 км на північний захід від Ясс.

## Населення
За даними перепису населення 2002 року у селі проживали 458 осіб, усі — румуни. Рідною мовою 457 осіб (99,8%) назвали румунську.